# چالش غذا
چالش‌های غذایی، مانند چالش گالن یا چالش بیسکوییتی نمکدار، چالشهای ویژه یا مسابقاتی مربوط به مواد غذایی هستند. خوردن شیر با صدای بلند، یک مسابقه محبوب در پردیسهای دانشگاهی است، که در اواخر دهه ۱۹۹۰ گسترش یافت.
ارتقاء اینترنت، باعث تشویق مردم در گسترش چالش‌های اینترنتی از طریق ایمیلهای زنجیره ای و فضای اجتماعی گردید، و این پدیده به صورت یک الگوی ویروسی اینترنتی ایجاد شد.
برخی از «چالش‌ها» در اینترنت می‌توانند به‌طور جدی به شرکت کنندگان آسیب برسانند. چالش دارچین یک چالش برای تلاش به خوردن یک مقدار مشخص از دارچین زمینی در یک دقیقه است؛ که این چالش ریسک بالایی به دلیل خفه شدن افراد به واسطه ورود دارچین به شُش‌ها دارد. . در ژوئیه ۲۰۱۵ یک پسر چهار ساله پس از خوردن دارچین، در اثر خفگی فوت کرد.
در سال ۲۰۱۷، یک چالش در رابطه با مصرف تاید و پادها آغاز شد.